# Чаек
Чаек (кирг. Чаек) — село, административный центр Жумгальского района Нарынской области Кыргызстана. Центр одноимённого аильного округа.

## Топоним
Название села происходит от тюркского «çay»(чай)-река, и персидского «اب» (āb)-вода.

## География
Расположено в 135 км к северо-западу от Нарына (230 км по автодорогам) и в 100 км к югу от Бишкека (240 км по автодорогам).

## Экономика и социальная сфера
В Чаеке был завод по переработке молока, изготовлению сметаны, творога и масла. После распада СССР одно время там работала мельница, в настоящее время не работает. Был также мясокомбинат, который снабжал мясом соседние районы. Сельскохозяйственные организации Чаека занимаются выращиванием фруктовых культур и животноводством.
Рядом с селом на разрезе Кара-Кече добывают уголь. В советское время в 60 км от Чаека, в Мин-Куше, находилось предприятие по производству урана. Сейчас здесь находятся четыре хранилища радиоактивных отходов уранового производства.
Есть источник минеральной воды — Эмел, расположен в ущелье Жорго-Сейит рядом с селом Көк-Ой. Состав минеральной воды идентичен Боржоми. Есть цех, производит минеральную воду в бутылках.
В 2014 году в Кыргызстане стартовал самый масштабный проект с момента обретения независимости — строительство автодороги Балыкчы — Жалал-Абад. Здесь возводятся два эстакадных моста и тоннель. Эти сооружения — самые масштабные в стране: мосты высотой 40 метров возводятся над рекой Нарын в ущелье; тоннель проходит сквозь Ферганский хребет, его длина — 4 километра.
На территории села работают отделения расчетно-сберегательных компаний: РСК, Айыл-банк, Компаньон, Финка. Имеется детский дом для детей, нуждающихся в реабилитации. Культурные учреждения Чаека включают в себя музыкально-драматический театр и кинотеатр им. Т. Турсунбаевой. Русская школа гимназии имени Таттыбубу Турсунбаевой. Средняя Кыргызская школа имени Мидина Алыбаева. Средняя кыргызская школа имени Отунчу Ногойбаева (Ак Татыр) и один профессиональный лицей после 9-го класса. Администрация,Айыл окмоту, Суд, Прокуратура, Больница ГСВ-1,ГСВ-2 и Родильный дом, Стамотология. Пожарная станция, спортивные школы по подготовке кадров: Греко-римская борьба, Кыргыз курош, секции Дзю До, Футбол и фитнес залы. Музей,Редакция,Социальный фонд. Налоговая служба, Кадастр, Дом быта. Милиция.
В Чаеке проводится ежегодный «Яблочный фестиваль», на котором встречаются и обмениваются опытом те, кто занимается выращиванием яблок, груш и других фруктов и овощей в Кыргызстане.

## Известные уроженцы
- Омуралиев Кенжебек Байжанович — борец вольного стиля, призёр чемпионата мира, чемпион СССР.
- Алыбаев, Мидин (1917—1959) — киргизский поэт, драматург, сатирик, переводчик.
- Аманбаев, Джумгалбек Бексултанович (1946—2005) — советский, киргизский партийный и государственный деятель, первый секретарь ЦК Компартии Киргизии (с 6 апреля 1991 по 26 августа 1991), член Политбюро ЦК КПСС.
- Мотуев, Нурлан Аманканович (род. 1969) — киргизский политик.
- Оморов, Роман (род. 1950) — учёный, доктор технических наук, профессор. Член корреспондент Национальной Академии наук, член Инженерной Академии Кыргызской Республики, член Международной инженерной академии и Нью-Йоркской Академии наук.
- Рыскулов, Муратбек Рыскулович (1909—1974)— советский, киргизский актёр театра и кино. Народный артист СССР (1958).
- Турсунбаева, Таттыбуу (1944—1981) — заслуженная артистка Киргизской ССР, член Союза кинематографистов СССР и Союза театральных деятелей Киргизии.